# Éliminatoires de la Coupe du monde de football 2014, zone Amérique du Nord, Centrale et Caraïbes, troisième tour
Cet article relate les résultats du troisième tour des éliminatoires de la CONCACAF à la Coupe du monde 2014. 
Les deux premiers de chaque groupe sont qualifiés pour le quatrième tour.

## Résultats

### Groupe A
| Rang | Équipe             | Pts | J | G | N | P | Bp | Bc | Diff |  | Résultats (▼ dom., ► ext.) |     |     |     |     |
| ---- | ------------------ | --- | - | - | - | - | -- | -- | ---- |  | -------------------------- | --- | --- | --- | --- |
| 1    | États-Unis         | 13  | 6 | 4 | 1 | 1 | 11 | 6  | +5   |  | États-Unis                 |     | 1-0 | 3-1 | 3-1 |
| 2    | Jamaïque           | 10  | 6 | 3 | 1 | 2 | 9  | 6  | +3   |  | Jamaïque                   | 2-1 |     | 2-1 | 4-1 |
| 3    | Guatemala          | 10  | 6 | 3 | 1 | 2 | 9  | 8  | +1   |  | Guatemala                  | 1-1 | 2-1 |     | 3-1 |
| 4    | Antigua-et-Barbuda | 1   | 6 | 0 | 1 | 5 | 4  | 13 | -9   |  | Antigua-et-Barbuda         | 1-2 | 0-0 | 0-1 |     |

#### Détails des rencontres
| 8 juin 2012 | États-Unis                                    | 3 - 1 | Antigua-et-Barbuda | Raymond James Stadium, Tampa               |                                            |
| 19:10 UTC-5 | Bocanegra 6e · Dempsey 43e (pen.) · Gomez 71e |       | Byers 64e          | Spectateurs : 23 971 Arbitrage : Hugo Cruz | Spectateurs : 23 971 Arbitrage : Hugo Cruz |
| 19:10 UTC-5 | Rapport                                       |       |                    | Spectateurs : 23 971 Arbitrage : Hugo Cruz | Spectateurs : 23 971 Arbitrage : Hugo Cruz |

| 9 juin 2012 | Jamaïque                   | 2 - 1 | Guatemala        | Independence Park, Kingston                     |                                                 |
| 20:30 UTC-5 | Phlilips 40e · Johnson 46e |       | Pezzarossi 90+2e | Spectateurs : 14 000 Arbitrage : Roberto Moreno | Spectateurs : 14 000 Arbitrage : Roberto Moreno |
| 20:30 UTC-5 | Rapport                    |       |                  | Spectateurs : 14 000 Arbitrage : Roberto Moreno | Spectateurs : 14 000 Arbitrage : Roberto Moreno |

| 13 juin 2012 | Antigua-et-Barbuda | 0 - 0 | Jamaïque | Sir Vivian Richards Stadium, St. John's           |                                                   |
| 19:00 UTC-4  |                    |       |          | Spectateurs : 8 500 Arbitrage : Stanley Lancaster | Spectateurs : 8 500 Arbitrage : Stanley Lancaster |
| 19:00 UTC-4  | Rapport            |       |          | Spectateurs : 8 500 Arbitrage : Stanley Lancaster | Spectateurs : 8 500 Arbitrage : Stanley Lancaster |

| 13 juin 2012 | Guatemala | 1 - 1 | États-Unis  | Stade Mateo Flores, Guatemala                 |                                               |
| 20:00 UTC-6  | Papa 83e  |       | Dempsey 40e | Spectateurs : 18 000 Arbitrage : Joel Aguilar | Spectateurs : 18 000 Arbitrage : Joel Aguilar |
| 20:00 UTC-6  | Rapport   |       |             | Spectateurs : 18 000 Arbitrage : Joel Aguilar | Spectateurs : 18 000 Arbitrage : Joel Aguilar |

| 7 septembre 2012 | Guatemala                       | 3 - 1 | Antigua-et-Barbuda | Stade Mateo Flores, Guatemala               |                                             |
| 20:00 UTC-6      | Ruiz 58e 79e · Pezzarossi 90+1e |       | Byers 38e          | Spectateurs : 8 000 Arbitrage : Marcos Brea | Spectateurs : 8 000 Arbitrage : Marcos Brea |
| 20:00 UTC-6      | Rapport                         |       |                    | Spectateurs : 8 000 Arbitrage : Marcos Brea | Spectateurs : 8 000 Arbitrage : Marcos Brea |

| 7 septembre 2012 | Jamaïque                 | 2 - 1 | États-Unis  | Independence Park, Kingston                      |                                                  |
| 19:00 UTC-5      | Austin 22e · Shelton 62e |       | Dempsey 1re | Spectateurs : 25 000 Arbitrage : Marco Rodríguez | Spectateurs : 25 000 Arbitrage : Marco Rodríguez |
| 19:00 UTC-5      | Rapport                  |       |             | Spectateurs : 25 000 Arbitrage : Marco Rodríguez | Spectateurs : 25 000 Arbitrage : Marco Rodríguez |

| 11 septembre 2012 | États-Unis | 1 - 0 | Jamaïque | Columbus Crew Stadium, Columbus              |                                              |
| 20:10 UTC-5       | Gomez 55e  |       |          | Spectateurs : 23 881 Arbitrage : Jose Pineda | Spectateurs : 23 881 Arbitrage : Jose Pineda |
| 20:10 UTC-5       | Rapport    |       |          | Spectateurs : 23 881 Arbitrage : Jose Pineda | Spectateurs : 23 881 Arbitrage : Jose Pineda |

| 11 septembre 2012 | Antigua-et-Barbuda | 0 - 1 | Guatemala | Sir Vivian Richards Stadium, St. John's      |                                              |
| 19:00 UTC-4       |                    |       | Ruiz 25e  | Spectateurs : 5 000 Arbitrage : David Gantar | Spectateurs : 5 000 Arbitrage : David Gantar |
| 19:00 UTC-4       | Rapport            |       |           | Spectateurs : 5 000 Arbitrage : David Gantar | Spectateurs : 5 000 Arbitrage : David Gantar |

| 12 octobre 2012 | Antigua-et-Barbuda | 1 - 2 | États-Unis      | Sir Vivian Richards Stadium, St. John's     |                                             |
| 19:00 UTC-4     | Blackstock 25e     |       | Johnson 20e 90e | Spectateurs : 9 000 Arbitrage : Neal Brizan | Spectateurs : 9 000 Arbitrage : Neal Brizan |
| 19:00 UTC-4     | Rapport            |       |                 | Spectateurs : 9 000 Arbitrage : Neal Brizan | Spectateurs : 9 000 Arbitrage : Neal Brizan |

| 12 octobre 2012 | Guatemala               | 2 - 1 | Jamaïque           | Stade Mateo Flores, Guatemala                   |                                                 |
| 20:00 UTC-6     | Figueroa 15e · Ruiz 85e |       | Shelton 60e (pen.) | Spectateurs : 20 717 Arbitrage : Roberto Garcia | Spectateurs : 20 717 Arbitrage : Roberto Garcia |
| 20:00 UTC-6     | Rapport                 |       |                    | Spectateurs : 20 717 Arbitrage : Roberto Garcia | Spectateurs : 20 717 Arbitrage : Roberto Garcia |

| 16 octobre 2012 | Jamaïque                                        | 4 - 1 | Antigua-et-Barbuda | Independence Park, Kingston                    |                                                |
| 18:15 UTC-5     | Phillips 16e · Nosworthy 18e · Richards 77e 88e |       | Griffith 16e       | Spectateurs : 8 000 Arbitrage : Walter Quesada | Spectateurs : 8 000 Arbitrage : Walter Quesada |
| 18:15 UTC-5     | Rapport                                         |       |                    | Spectateurs : 8 000 Arbitrage : Walter Quesada | Spectateurs : 8 000 Arbitrage : Walter Quesada |

| 16 octobre 2012 | États-Unis                      | 3 - 1 | Guatemala | Livestrong Sporting Park, Kansas City           |                                                 |
| 18:15 UTC-6     | Bocanegra 10e · Dempsey 18e 36e |       | Ruiz 5e   | Spectateurs : 16 947 Arbitrage : Roberto Moreno | Spectateurs : 16 947 Arbitrage : Roberto Moreno |
| 18:15 UTC-6     | Rapport                         |       |           | Spectateurs : 16 947 Arbitrage : Roberto Moreno | Spectateurs : 16 947 Arbitrage : Roberto Moreno |

### Groupe B
| Rang | Équipe     | Pts | J | G | N | P | Bp | Bc | Diff |  | Résultats (▼ dom., ► ext.) |     |     |     |     |
| ---- | ---------- | --- | - | - | - | - | -- | -- | ---- |  | -------------------------- | --- | --- | --- | --- |
| 1    | Mexique    | 18  | 6 | 6 | 0 | 0 | 15 | 2  | +13  |  | Mexique                    |     | 1-0 | 2-0 | 3-1 |
| 2    | Costa Rica | 10  | 6 | 4 | 1 | 2 | 14 | 5  | +9   |  | Costa Rica                 | 0-2 |     | 2-2 | 7-0 |
| 3    | Salvador   | 5   | 6 | 1 | 2 | 3 | 8  | 11 | -3   |  | Salvador                   | 1-2 | 0-1 |     | 2-2 |
| 4    | Guyana     | 1   | 6 | 0 | 1 | 5 | 5  | 24 | -19  |  | Guyana                     | 0-5 | 0-4 | 2-3 |     |

#### Détails des rencontres
| 9 juin 2012 | Mexique                                            | 3 - 1 | Guyana           | Estadio Azteca, Mexico                         |                                                |
| 19:00 UTC-6 | Salcido 11e · Dos Santos 15e · Rodrigues 51e (csc) |       | Moreno 62e (csc) | Spectateurs : 80 401 Arbitrage : Javier Santos | Spectateurs : 80 401 Arbitrage : Javier Santos |
| 19:00 UTC-6 | Rapport                                            |       |                  | Spectateurs : 80 401 Arbitrage : Javier Santos | Spectateurs : 80 401 Arbitrage : Javier Santos |

| 9 juin 2012 | Costa Rica                 | 2 - 2 | Salvador                   | Estadio Nacional, San José                    |                                               |
| 20:00 UTC-6 | Saborio 10e · Campbell 15e |       | Gutiérrez 23e · Romero 54e | Spectateurs : 23 701 Arbitrage : Walter Lopez | Spectateurs : 23 701 Arbitrage : Walter Lopez |
| 20:00 UTC-6 | Rapport                    |       |                            | Spectateurs : 23 701 Arbitrage : Walter Lopez | Spectateurs : 23 701 Arbitrage : Walter Lopez |

| 13 juin 2012 | Guyana  | 0 - 4 | Costa Rica                         | Providence Stadium, Georgetown               |                                              |
| 20:00 UTC-4  |         |       | Saborio 20e 26e 52e · Campbell 77e | Spectateurs : 11 000 Arbitrage : Marcos Brea | Spectateurs : 11 000 Arbitrage : Marcos Brea |
| 20:00 UTC-4  | Rapport |       |                                    | Spectateurs : 11 000 Arbitrage : Marcos Brea | Spectateurs : 11 000 Arbitrage : Marcos Brea |

| 13 juin 2012 | Salvador    | 1 - 2 | Mexique                 | Estadio Cuscatlán, San Salvador              |                                              |
| 19:30 UTC-6  | Pachedo 65e |       | Zavala 60e · Moreno 82e | Spectateurs : 29 712 Arbitrage : Jose Pineda | Spectateurs : 29 712 Arbitrage : Jose Pineda |
| 19:30 UTC-6  | Rapport     |       |                         | Spectateurs : 29 712 Arbitrage : Jose Pineda | Spectateurs : 29 712 Arbitrage : Jose Pineda |

| 7 septembre 2012 | Costa Rica | 0 - 2 | Mexique                  | Estadio Nacional, San Jose                      |                                                 |
| 20:05 UTC-6      |            |       | Salcido 43e · Zavala 52e | Spectateurs : 32 500 Arbitrage : Roberto Moreno | Spectateurs : 32 500 Arbitrage : Roberto Moreno |
| 20:05 UTC-6      | Rapport    |       |                          | Spectateurs : 32 500 Arbitrage : Roberto Moreno | Spectateurs : 32 500 Arbitrage : Roberto Moreno |

| 7 septembre 2012 | Salvador                  | 2 - 2 | Guyana       | Estadio Cuscatlán, San Salvador               |                                               |
| 19:30 UTC-6      | Gutiérrez 4e · Romero 28e |       | Bobb 16e 54e | Spectateurs : 24 000 Arbitrage : Jair Marrufo | Spectateurs : 24 000 Arbitrage : Jair Marrufo |
| 19:30 UTC-6      | Rapport                   |       |              | Spectateurs : 24 000 Arbitrage : Jair Marrufo | Spectateurs : 24 000 Arbitrage : Jair Marrufo |

| 11 septembre 2012 | Mexique       | 1 - 0 | Costa Rica | Estadio Azteca, Mexico                             |                                                    |
| 20:00 UTC-6       | Hernandez 60e |       |            | Spectateurs : 44 007 Arbitrage : Courtney Campbell | Spectateurs : 44 007 Arbitrage : Courtney Campbell |
| 20:00 UTC-6       | Rapport       |       |            | Spectateurs : 44 007 Arbitrage : Courtney Campbell | Spectateurs : 44 007 Arbitrage : Courtney Campbell |

| 11 septembre 2012 | Guyana                     | 2 - 3 | Salvador                           | Providence Stadium, Georgetown                |                                               |
| 20:00 UTC-4       | Richardson 1re · Nurse 62e |       | Romero 12e · Alas 51e · Burgos 76e | Spectateurs : 4 141 Arbitrage : Raymond Bogle | Spectateurs : 4 141 Arbitrage : Raymond Bogle |
| 20:00 UTC-4       | Rapport                    |       |                                    | Spectateurs : 4 141 Arbitrage : Raymond Bogle | Spectateurs : 4 141 Arbitrage : Raymond Bogle |

| 12 octobre 2012 | Salvador | 0 - 1 | Costa Rica | Estadio Cuscatlán, San Salvador              |                                              |
| 19:30 UTC-6     |          |       | Cubero 31e | Spectateurs : 35 082 Arbitrage : Mark Geiger | Spectateurs : 35 082 Arbitrage : Mark Geiger |
| 19:30 UTC-6     | Rapport  |       |            | Spectateurs : 35 082 Arbitrage : Mark Geiger | Spectateurs : 35 082 Arbitrage : Mark Geiger |

| 12 octobre 2012 | Guyana  | 0 - 5 | Mexique                                                                    | BBVA Compass Stadium, Houston                 |                                               |
| 20:00 UTC-6     |         |       | Guardado 78e · Peralta 79e · Pollard 82e (csc) · Hernandez 84e · Reyna 86e | Spectateurs : 12 115 Arbitrage : Walter Lopez | Spectateurs : 12 115 Arbitrage : Walter Lopez |
| 20:00 UTC-6     | Rapport |       |                                                                            | Spectateurs : 12 115 Arbitrage : Walter Lopez | Spectateurs : 12 115 Arbitrage : Walter Lopez |

| 16 octobre 2012 | Costa Rica                                                                      | 7 - 0 | Guyana | Estadio Nacional, San José                             |                                                        |
| 19:00 UTC-6     | Brenes 10e 48e · Gamboa 14e · Saborio 51e (pen.) 77e · Bolaños 61e · Borges 70e |       |        | Spectateurs : 27 500 Arbitrage : Héctor Rodríguez (en) | Spectateurs : 27 500 Arbitrage : Héctor Rodríguez (en) |
| 19:00 UTC-6     | Rapport                                                                         |       |        | Spectateurs : 27 500 Arbitrage : Héctor Rodríguez (en) | Spectateurs : 27 500 Arbitrage : Héctor Rodríguez (en) |

| 16 octobre 2012 | Mexique                     | 2 - 0 | Salvador | Estadio Nuevo Corona, Torreón                 |                                               |
| 20:00 UTC-6     | Peralta 64e · Hernandez 85e |       |          | Spectateurs : 26 333 Arbitrage : Jafeth Perea | Spectateurs : 26 333 Arbitrage : Jafeth Perea |
| 20:00 UTC-6     | Rapport                     |       |          | Spectateurs : 26 333 Arbitrage : Jafeth Perea | Spectateurs : 26 333 Arbitrage : Jafeth Perea |

### Groupe C
| Rang | Équipe   | Pts | J | G | N | P | Bp | Bc | Diff |  | Résultats (▼ dom., ► ext.) |     |     |     |     |
| ---- | -------- | --- | - | - | - | - | -- | -- | ---- |  | -------------------------- | --- | --- | --- | --- |
| 1    | Honduras | 11  | 6 | 3 | 2 | 1 | 12 | 3  | +9   |  | Honduras                   |     | 0-2 | 8-1 | 1-0 |
| 2    | Panama   | 11  | 6 | 3 | 2 | 1 | 6  | 2  | +4   |  | Panama                     | 0-0 |     | 2-0 | 1-0 |
| 3    | Canada   | 10  | 6 | 3 | 1 | 2 | 6  | 10 | -4   |  | Canada                     | 0-0 | 1-0 |     | 3-0 |
| 4    | Cuba     | 1   | 6 | 0 | 1 | 5 | 1  | 10 | -9   |  | Cuba                       | 0-3 | 1-1 | 0-1 |     |

#### Détails des rencontres
| 8 juin 2012 | Cuba    | 0 - 1 | Canada     | Stade Pedro Marrero, La Havane                    |                                                   |
| 14:00 UTC-5 |         |       | Occéan 55e | Spectateurs : 7 000 Arbitrage : Courtney Campbell | Spectateurs : 7 000 Arbitrage : Courtney Campbell |
| 14:00 UTC-5 | Rapport |       |            | Spectateurs : 7 000 Arbitrage : Courtney Campbell | Spectateurs : 7 000 Arbitrage : Courtney Campbell |

| 9 juin 2012 | Honduras | 0 - 2 | Panama        | Estadio Olímpico Metropolitano, San Pedro Sula  |                                                 |
| 19:30 UTC-6 |          |       | Pérez 64e 80e | Spectateurs : 28 215 Arbitrage : Roberto Garcia | Spectateurs : 28 215 Arbitrage : Roberto Garcia |
| 19:30 UTC-6 | Rapport  |       |               | Spectateurs : 28 215 Arbitrage : Roberto Garcia | Spectateurs : 28 215 Arbitrage : Roberto Garcia |

| 13 juin 2012 | Canada  | 0 - 0 | Honduras | BMO Field, Toronto                                 |                                                    |
| 19:45 UTC-5  |         |       |          | Spectateurs : 16 132 Arbitrage : Enrico Wijngaarde | Spectateurs : 16 132 Arbitrage : Enrico Wijngaarde |
| 19:45 UTC-5  | Rapport |       |          | Spectateurs : 16 132 Arbitrage : Enrico Wijngaarde | Spectateurs : 16 132 Arbitrage : Enrico Wijngaarde |

| 13 juin 2012 | Panama       | 1 - 0 | Cuba | Estadio Rommel Fernandez, Panama             |                                              |
| 20:05 UTC-5  | Barahona 58e |       |      | Spectateurs : 21 000 Arbitrage : Mark Geiger | Spectateurs : 21 000 Arbitrage : Mark Geiger |
| 20:05 UTC-5  | Rapport      |       |      | Spectateurs : 21 000 Arbitrage : Mark Geiger | Spectateurs : 21 000 Arbitrage : Mark Geiger |

| 7 septembre 2012 | Cuba    | 0 - 3 | Honduras                                    | Stade Pedro Marrero, La Havane                 |                                                |
| 15:00 UTC-5      |         |       | Bengtson 32e · Bernardez 62e · Chavez 90+3e | Spectateurs : 8 000 Arbitrage : Walter Quesada | Spectateurs : 8 000 Arbitrage : Walter Quesada |
| 15:00 UTC-5      | Rapport |       |                                             | Spectateurs : 8 000 Arbitrage : Walter Quesada | Spectateurs : 8 000 Arbitrage : Walter Quesada |

| 7 septembre 2012 | Canada         | 1 - 0 | Panama | BMO Field, Toronto                             |                                                |
| 19:45 UTC-5      | De Rosario 77e |       |        | Spectateurs : 17 586 Arbitrage : Jeffrey Solis | Spectateurs : 17 586 Arbitrage : Jeffrey Solis |
| 19:45 UTC-5      | Rapport        |       |        | Spectateurs : 17 586 Arbitrage : Jeffrey Solis | Spectateurs : 17 586 Arbitrage : Jeffrey Solis |

| 11 septembre 2012 | Panama                    | 2 - 0 | Canada | Estadio Rommel Fernandez, Panama               |                                                |
| 20:05 UTC-5       | Blackburn 23e · Pérez 57e |       |        | Spectateurs : 20 000 Arbitrage : Elmer Bonilla | Spectateurs : 20 000 Arbitrage : Elmer Bonilla |
| 20:05 UTC-5       | Rapport                   |       |        | Spectateurs : 20 000 Arbitrage : Elmer Bonilla | Spectateurs : 20 000 Arbitrage : Elmer Bonilla |

| 11 septembre 2012 | Honduras     | 1 - 0 | Cuba | Estadio Olímpico Metropolitano, San Pedro Sula |                                               |
| 19:30 UTC-6       | Bengtson 32e |       |      | Spectateurs : 12 000 Arbitrage : Walter Lopez  | Spectateurs : 12 000 Arbitrage : Walter Lopez |
| 19:30 UTC-6       | Rapport      |       |      | Spectateurs : 12 000 Arbitrage : Walter Lopez  | Spectateurs : 12 000 Arbitrage : Walter Lopez |

| 12 octobre 2012 | Panama  | 0 - 0 | Honduras | Estadio Rommel Fernandez, Panama              |                                               |
| 21:05 UTC-5     |         |       |          | Spectateurs : 27 000 Arbitrage : Joel Aguilar | Spectateurs : 27 000 Arbitrage : Joel Aguilar |
| 21:05 UTC-5     | Rapport |       |          | Spectateurs : 27 000 Arbitrage : Joel Aguilar | Spectateurs : 27 000 Arbitrage : Joel Aguilar |

| 12 octobre 2012 | Canada                                 | 3 - 0 | Cuba | BMO Field, Toronto                             |                                                |
| 19:45 UTC-5     | Ricketts 14e · Johnson 73e · Edgar 78e |       |      | Spectateurs : 17 712 Arbitrage : Javier Santos | Spectateurs : 17 712 Arbitrage : Javier Santos |
| 19:45 UTC-5     | Rapport                                |       |      | Spectateurs : 17 712 Arbitrage : Javier Santos | Spectateurs : 17 712 Arbitrage : Javier Santos |

| 16 octobre 2012 | Honduras                                                    | 8 - 1 | Canada   | Estadio Olímpico Metropolitano, San Pedro Sula |                              |
| 14:00 UTC-6     | Bengtson 7e 17e 83e · Costly 29e 49e 88e · Martinez 33e 61e |       | Hume 77e | Arbitrage : Mauricio Morales                   | Arbitrage : Mauricio Morales |
| 14:00 UTC-6     | Rapport                                                     |       |          | Arbitrage : Mauricio Morales                   | Arbitrage : Mauricio Morales |

| 16 octobre 2012 | Cuba      | 1 - 1 | Panama       | Stade Pedro Marrero, La Havane                    |                                                   |
| 16:00 UTC-5     | Gómez 37e |       | Barahona 77e | Spectateurs : 3 500 Arbitrage : Stanley Lancaster | Spectateurs : 3 500 Arbitrage : Stanley Lancaster |
| 16:00 UTC-5     | Rapport   |       |              | Spectateurs : 3 500 Arbitrage : Stanley Lancaster | Spectateurs : 3 500 Arbitrage : Stanley Lancaster |

## Buteurs
100 buts ont été marqués en 36 matchs,(moyenne de 2,78 buts par match).
6 buts
| - Álvaro Saborío |

5 buts
| - Carlos Ruiz | - Jerry Bengtson | - Clint Dempsey |

3 buts
| - Osael Romero - Carlo Costly | - Javier Hernández | - Blas Pérez |

2 buts
| - Peter Byers - Randall Brenes - Joel Campbell - Isidro Gutiérrez - Dwight Pezzarossi - Treyon Bobb | - Mario Martínez - Demar Phillips - Dane Richards - Luton Shelton - Oribe Peralta - Carlos Salcido | - Jesús Zavala - Nelson Barahona - Carlos Bocanegra - Herculez Gomez - Eddie Johnson |

1 but
| - Dexter Blackstock - Quinton Griffith - Dwayne De Rosario - David Edgar - Iain Hume - Will Johnson - Olivier Occean - Tosaint Ricketts - Christian Bolaños - Celso Borges | - José Miguel Cubero - Cristian Gamboa - Alberto Gómez - Jaime Alas - Rafael Burgos - Alfredo Pacheco - Carlos Figueroa - Marco Pappa - Chris Nurse - Gregory Richardson | - Víctor Bernárdez - Marvin Chávez - Rodolph Austin - Ryan Johnson - Nyron Nosworthy - Giovani dos Santos - Andrés Guardado - Héctor Moreno - Ángel Reyna - Rolando Blackburn |

but contre son camp
| - Charles Pollard (contre le Mexique) | - J. P. Rodrigues (contre le Mexique) | - Héctor Moreno (contre la Guyana) |